# Chrétien Waydelich
Chrétien André Waydelich (Strasbourg, 1841. november 28. – Párizs 14. kerülete, 1917. szeptember 7.) francia olimpiai bajnok és bronzérmes croquetjátékos.
Croquet (krokett) egyetlenegyszer volt a nyári olimpiákon, mégpedig az 1900. évi nyári olimpiai játékokon.
Egylabdás egyéniben az első körben első helyen jutott tovább, a második körben 3. lett és így lett bronzérmes.
Kétlabdás egyéniben az első körben az ellenfele nem állt ki, így walkoverrel jutott tovább, a második körben mindenkit megvert és így olimpiai bajnok lett.